# Rejon Tüp
Rejon Tüp (kirg. Түп району; ros. Тюпский район) – rejon w Kirgistanie w obwodzie issykkulskim. W 2009 roku liczył 58 786 mieszkańców (z czego 50,3% stanowili mężczyźni) i obejmował 12 254 gospodarstw domowych. Siedzibą administracyjną rejonu jest Tüp.